# Luceria fletcheri
Luceria fletcheri är en fjärilsart som beskrevs av Inoue 1958. Luceria fletcheri ingår i släktet Luceria och familjen nattflyn. Inga underarter finns listade i Catalogue of Life.